# Bowenia
Bowenia é um género de Cycadophyta (cicas) pertencente à família Zamiaceae (anteriormente nas famílias obsoletas Boweniaceae e Stangeriaceae) que agrupa duas espécies vivas e pelo menos duas espécies extintas. Na sua presente distribuição natural o género está restritto à regiões ropicais da Austrália (Queensland), onde ocorrem em selvas tropicais húmidas e quentes, em encostas protegidas e próximo de cursos de água, principalmente em terrenos baixos.

## Descrição
O gênero Bowenia inclui duas espécies extantes e duas espécies fósseis de cicas que anteriormente estiveram na família Stangeriaceae, por vezes colocados na sua própria família Boweniaceae (ambas famílias parafiléticas em relação a Zamiaceae, onde agora estas espécies estão incluídas).
O género está totalmente restrito à Austrália. As duas espécies vivas ocorrem em Queensland. B. spectabilis cresce na floresta tropical quente e húmida, em encostas protegidas e perto de riachos, principalmente nas terras baixas da Bioregião dos trópicos húmidos de Queensland. No entanto, tem uma forma local com margens de pina serrilhadas que cresce na floresta tropical, floresta de transição dominada por Acacia e também na floresta esclerófila dominada por Casuarina no Atherton Tableland, onde está sujeito às queimadas periódicas. B. serrulata cresce na floresta esclerófila e floresta de transição perto do Trópico de Capricórnio.

## Espécies
O género Bowenia inclui as seguintes espécies:
- † Bowenia eocenica
- † Bowenia papillosa
- Bowenia serrulata (W.Bull) Chamb.
- Bowenia spectabilis Hook.f.

| Imagem | Espécie                  | Distribuição |
| ------ | ------------------------ | ------------ |
|        | Bowenia serrulata Chamb. | Queensland   |
|        | Bowenia spectabilis Hook | Queensland   |

As especies extintas Bowenia eocenica e B. papillosa são conhecidas, respectivamente, dos depósitos das minas de carvão de Victoria, na Austrália, e de depósitos em Nova Gales do Sul, também na Austrália. Ambas as espécies pertencem ao Eoceno e os fósseis encontrados consistem em fragmentos de folhas.

## Galeria

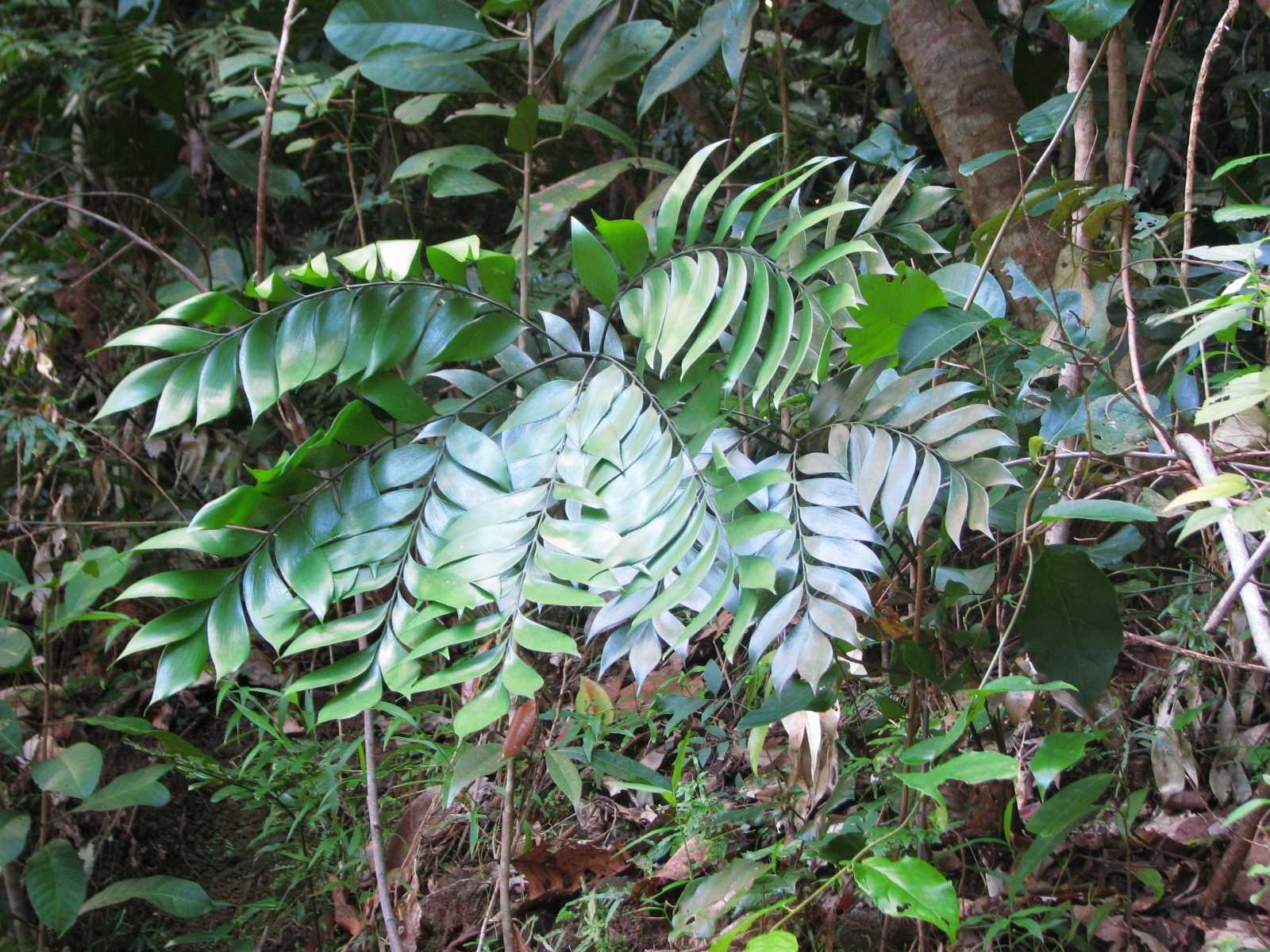
Bowenia spectabilis na Daintree Rainforest, no nordeste de Queensland, Austrália
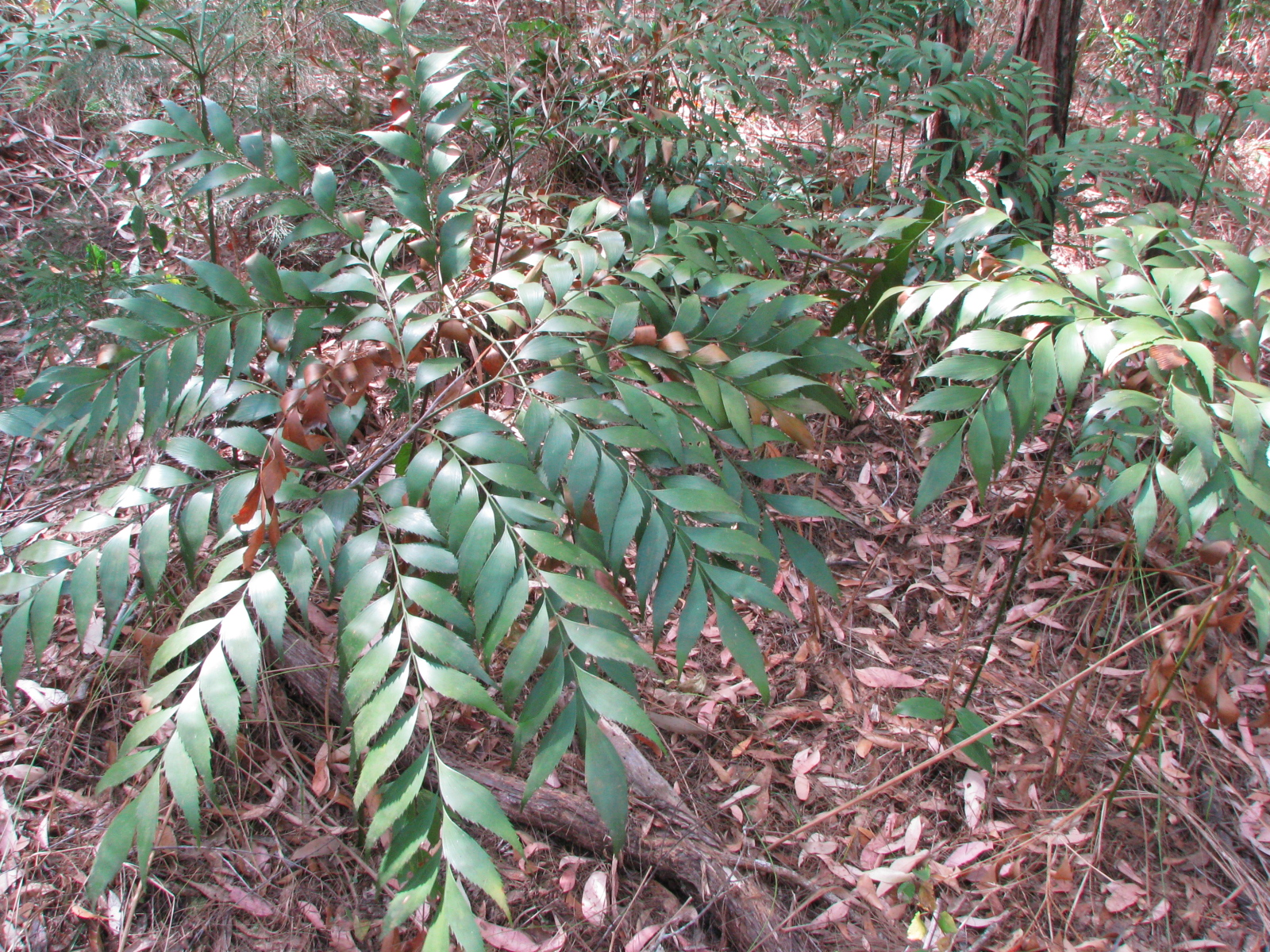
Bowenia na floresta de esclerófila perto do Lago Tinaroo, Atherton Tableland, extremo norte de Queensland
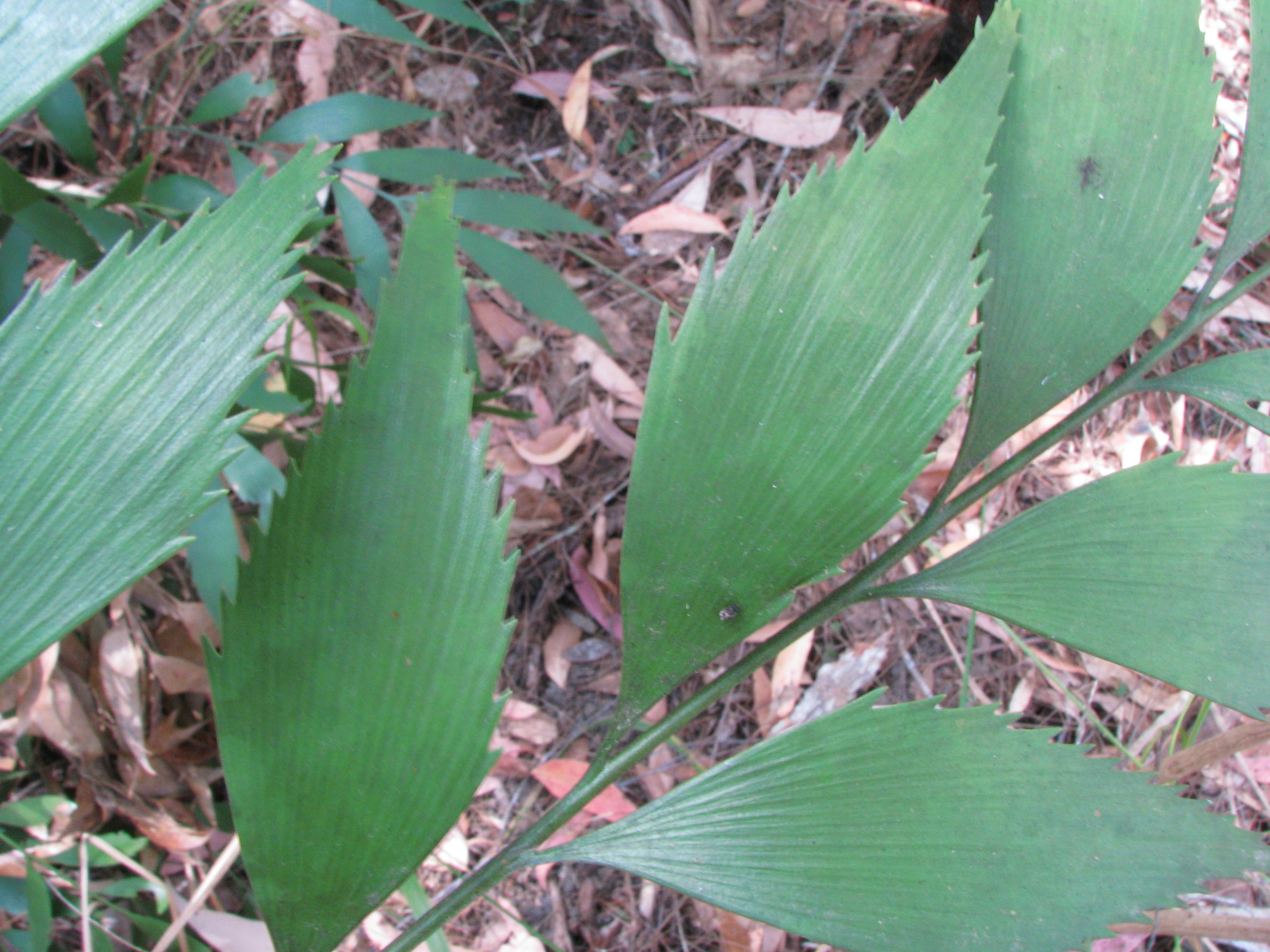
Margem serrulada das pinas numa planta selvagem da forma de Bowenia do Lake Tinaroo, no Lake Tinaroo, Atherton Tableland, Queensland, Austrália
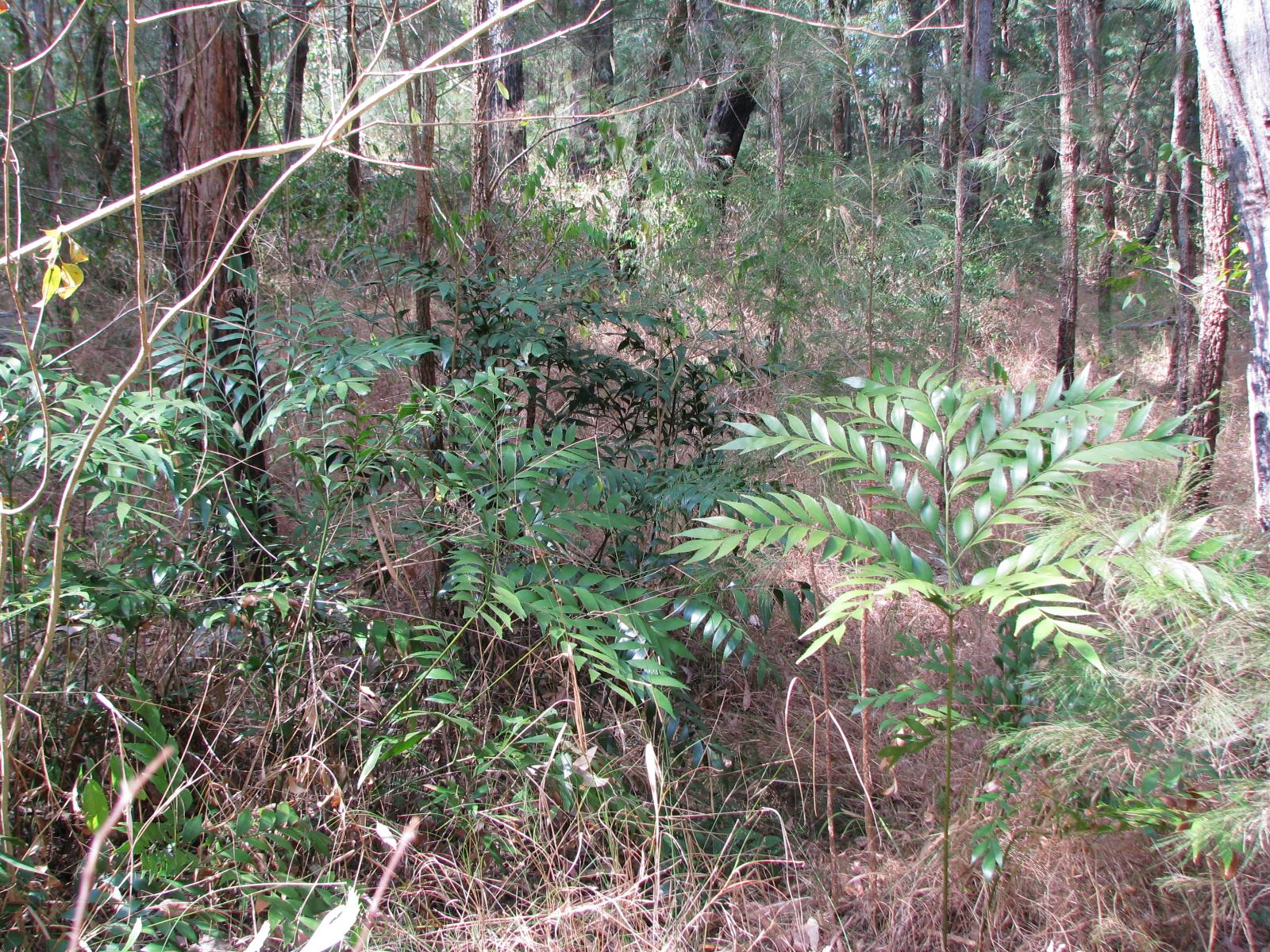
Bowenia sp. na floresta de esclerófilas perto do Lago Tinaroo, Atherton Tableland, extremo norte de Queensland
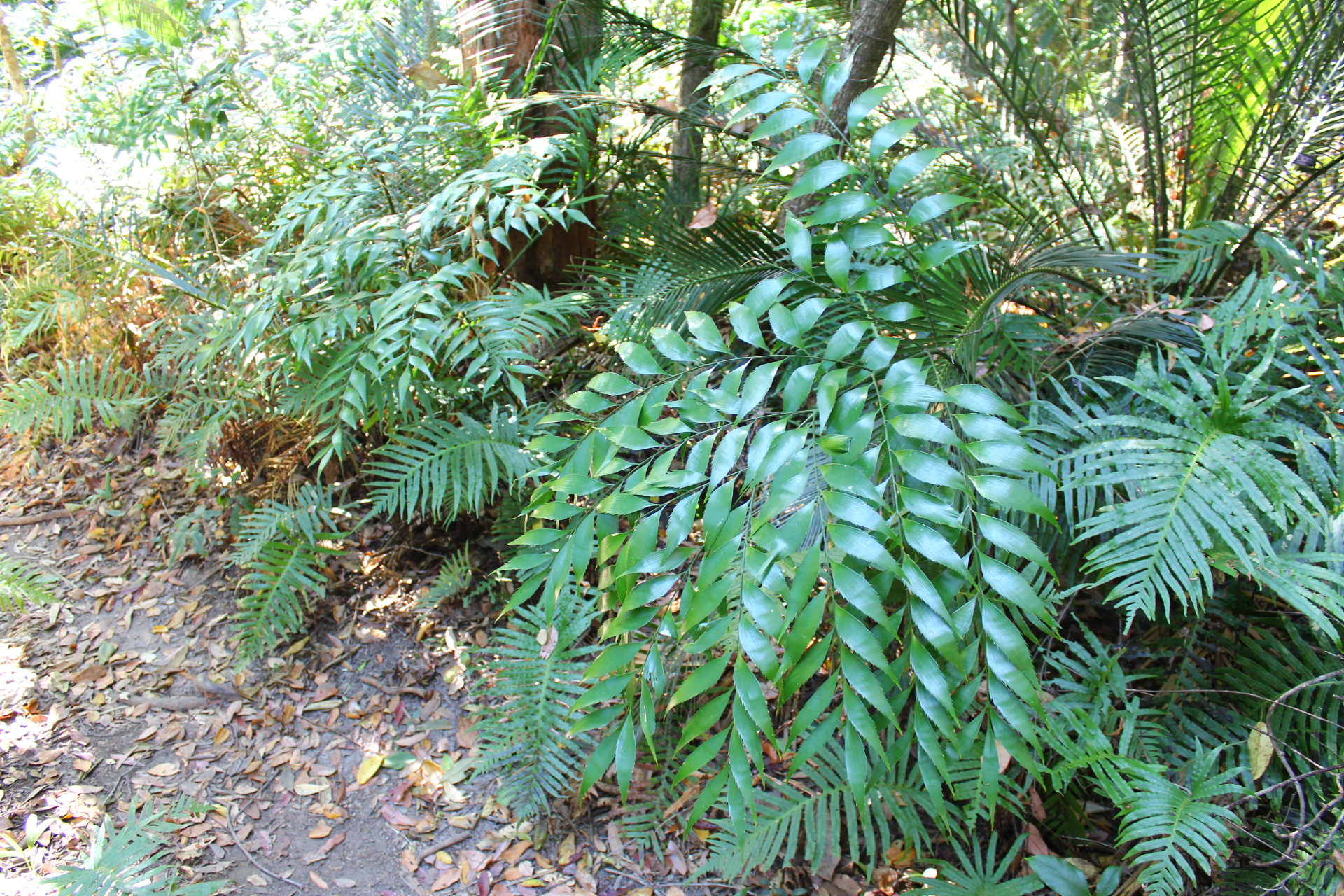
Bowenia serrulata crescendo na floresta de transição perto de Byfield, na região Capricornia de Queensland, Austrália